# Anaxagorea dolichocarpa
Anaxagorea dolichocarpa är en kirimojaväxtart som beskrevs av Thomas Archibald Sprague och Noel Yvri Sandwith. Anaxagorea dolichocarpa ingår i släktet Anaxagorea och familjen kirimojaväxter. Inga underarter finns listade i Catalogue of Life.